# Villanova di Camposampiero
Villanova di Camposampiero – miejscowość i gmina we Włoszech, w regionie Wenecja Euganejska, w prowincji Padwa.
Według danych na rok 2004 gminę zamieszkiwało 4849 osób, 404,1 os./km².